# Wort des Jahres (Schweiz)
Ein eigenes Wort des Jahres wird in der Deutschschweiz erst seit 2003 gewählt. Zuvor wurde für den gesamten deutschen Sprachraum ein gemeinsames Wort des Jahres gekürt, nachdem dieses aber immer häufiger einen reinen Deutschlandbezug hatte, entschieden sich Österreich 1999 und die Schweiz 2003, jeweils ein eigenes Wort des Jahres zu wählen. 2017 übernahm das Departement Angewandte Linguistik der ZHAW Zürcher Hochschule für Angewandte Wissenschaften die Trägerschaft vom Wort des Jahres Schweiz, und seit 2019 wird das Wort des Jahres Schweiz forschungsbasiert und interaktiv in den vier Landessprachen Deutsch, Französisch, Italienisch und Rätoromanisch gewählt.
Der Schweizerische Gehörlosenbund wiederum ermittelt seit 2016 eine Gebärde des Jahres.

## Gesamtübersicht
| Jahr | Wort des Jahres  | Unwort des Jahres        | Satz des Jahres                                                                                            | Sonstiges |
| ---- | ---------------- | ------------------------ | --- | --- |
| 2003 | Konkordanz       | Scheininvalide           | «Wählt Blocher, er hat diese Strafe verdient.»                                                             | |
| 2004 | Meh Dräck        | Ökoterror                | «Switzerland – zero points.»                                                                               | Pressemitteilung des Jahres: «Gipfeli geklaut – Am Sonntag Morgen, kurz nach 0700 Uhr, musste die Stadtpolizei St.Gallen an den Hauptbahnhof ausrücken. Ein junger Mann entwendete beim Bahnhofkiosk zwei Gipfeli, ohne diese zu bezahlen. Bei der genaueren Überprüfung der Person konnte eine grössere Menge rezeptpflichtige Medikamente sichergestellt werden. Der Mann wird diesbezüglich beim Untersuchungsamt St.Gallen zur Anzeige gebracht.» |
| 2005 | Aldisierung      | erlebnisorientierte Fans | «Deutschland – wir kommen!»                                                                                | |
| 2006 | Rauchverbot      | erweiterter Selbstmord   | «Ich kann das!»                                                                                            | |
| 2007 | Sterbetourismus  | Klimakompensation        | «Das Rütli ist nur eine Wiese mit Kuhdreck.»                                                               | Mundartwort des Jahres: Pimpen |
| 2008 | Rettungspaket    | Europhorie               | «Wir müssen nicht nur das Zuckerbrot benutzen, sondern auch die Peitsche.»                                 | Abkürzung des Jahres: HarmoS Neues Wort des Jahres: doodeln |
| 2009 | Minarettverbot   | Ventilklausel            | «Ich bin nicht gut integriert in der Schweiz – ich bin Schweizer!»                                         | Jugendwort des Jahres: Sbeschtewosjehetsgitz |
| 2010 | Ausschaffung     | FIFA-Ethikkommission     | «Die Schweiz ist eine frustrierende Alpendemokratie.»                                                      | Jugendwort des Jahres: hobbylos |
| 2011 | Euro-Rabatt      | Technologieverbot        | «Das Leben ist kein Bonihof.»                                                                              | Jugendwort des Jahres: Mopfer |
| 2012 | Shitstorm        | Bio                      | «Vada a bordo, cazzo!»                                                                                     | Jugendwort des Jahres: shaz |
| 2013 | Stellwerkstörung | systemrelevant           | «Aff!» | |
| 2014 | #                | Dichtestress             | «Es bleibt unbeständig.»                                                                                   | Finanzwort des Jahres: Nullzinspolitik |
| 2015 | Einkaufstourist  | Asylchaos                | «Eine WM kann man nicht kaufen.»                                                                           | Finanzwort des Jahres: Frankenschock |
| 2016 | Filterblase      | Inländervorrang light    | «Vielleicht müssen wir die Granaten in Zukunft ohne Logo liefern, damit niemand weiss, woher sie stammen.» | Ausdruck (Geste) des Jahres: Dabbing |

Seit 2017 wird das Wort des Jahres in der Schweiz unter Verantwortung des Departements Angewandte Linguistik der ZHAW und in mehreren Landessprachen, seit 2019 auch in Rätoromanisch, gewählt.
| Jahr | Deutsch                                                            | Französisch                                                                 | Italienisch                                                          | Rätoromanisch                                                               |
| ---- | ------------------------------------------------------------------ | --------------------------------------------------------------------------- | -------------------------------------------------------------------- | --------------------------------------------------------------------------- |
| 2017 | #metoo; 2. Platz: weglachen; 3. Platz: Influencer                  | harcèlement; 2. Platz: congé paternité; 3. Platz: influenceur/influenceuse  | –                                                                    | –                                                                           |
| 2018 | Doppeladler; 2. Platz: Rahmenabkommen; 3. Platz: 079               | charge mentale; 2. Platz: sécheresse; 3. Platz: infox                       | gesto dell’aquila; 2. Platz: notte tropicale; 3. Platz: criptovalute | –                                                                           |
| 2019 | Klimajugend; 2. Platz: OK Boomer; 3. Platz: Flugscham              | vague verte; 2. Platz: fèminicide; 3. Platz: flygskam                       | onda verde; 2. Platz: sciopero delle donne; 3. Platz: 5G             | luf; 2. Platz: Diaspora; 3. Platz: unda verda                               |
| 2020 | Systemrelevant; 2. Platz: Maskensünder; 3. Platz: stosslüften      | coronagraben; 2. Platz: gestes barrières; 3. Platz: luttes                  | pandemia; 2. Platz: responsabilità; 3. Platz: distanza               | mascrina; 2. Platz: extraordinari; 3. Platz: positivitad                    |
| 2021 | Impfdurchbruch; 2. Platz: Starkregen; 3. Platz: entfreunden        | iel; 2. Platz: précarité; 3. Platz: variants                                | certificato; 2. Platz: urgenza; 3. Platz: exploit                    | respect; 2. Platz: pazienza; 3. Platz: tgira                                |
| 2022 | Strommangellage; 2. Platz: Frauen-Ticket; 3. Platz: Schutzstatus S | boycotter; 2. Platz: sobriété; 3. Platz: souffle                            | penuria; 2. Platz: invasione; 3. Platz: coraggio                     | mancanza; 2. Platz: status S; 3. Platz: 19 grads                            |
| 2023 | Monsterbank; 2. Platz: Chatbot; 3. Platz: Ghosting                 | décombres; 2. Platz: intelligence artificielle; 3. Platz: coûts de la santé | GPT; 2. Platz: tunnel; 3. Platz: ecoansia                            | Solarexpress; 2. Platz: igl Rutsch; 3. Platz: regulaziun proactiva          |
| 2024 | Unterschriften-Bschiss; 2. Platz: divers; 3. Platz: Murgang        | cessez-le-feu; 2. Platz: consentement; 3. Platz: quoicoubeh                 | non binario; 2. Platz: allerta meteo; 3. Platz: nomofobia            | segundimorant/segundimoranta; 2. Platz: vegliadissem; 3. Platz: festivitads |

## Deutscher Sprachraum

### Wort des Jahres
| Jahr | Wort des Jahres        | Erklärung |
| ---- | ---------------------- | --- |
| 2003 | Konkordanz             | Konkordanzdemokratie als der Versuch, eine möglichst grosse Zahl von Akteuren (Parteien, Verbände, Minderheiten, gesellschaftliche Gruppen) in den politischen Prozess einzubeziehen und Entscheidungen durch Herbeiführung eines Konsenses zu treffen. |
| 2004 | Meh Dräck              | (Mehr Dreck); von dem Castingshow-Jurymitglied Chris von Rohr geprägter Begriff, der damit mehr Echtheit von den Kandidaten forderte. |
| 2005 | Aldisierung            | Definiert als «Die zunehmende Suche auch besser verdienender Konsumenten nach dem günstigsten Angebot in immer mehr Konsumbereichen». |
| 2006 | Rauchverbot            | Initiative zur Einführung eines Rauchverbotes. |
| 2007 | Sterbetourismus        | Verstärktes Auftreten von Menschen, die in die Schweiz reisen, um dort Sterbehilfe zu erhalten; insbesondere bezogen auf den Verein Dignitas. |
| 2008 | Rettungspaket          | Im Zuge der Finanzkrise ab 2007. |
| 2009 | Minarettverbot         | Kontroverse um den Bau von Minaretten und anhängige Volksabstimmung. |
| 2010 | Ausschaffung           | Eidgenössische Volksinitiative «Für die Ausschaffung krimineller Ausländer (Ausschaffungsinitiative)». |
| 2011 | Euro-Rabatt            | Im Zusammenhang mit dem günstigen Kurs des Franken gegenüber dem Euro. |
| 2012 | Shitstorm              | Verdeutlichung der Macht, aber auch der Gefahren sozialer Medien. |
| 2013 | Stellwerkstörung       | Versinnbildlicht das Jahr, das reich an SBB-Pannen und arm an prägenden Ereignissen war, gleichzeitig eine Metapher für ein Land, das nicht recht vom Fleck kommen will. |
| 2014 | #                      | Gewählt wurde das Zeichen # (Gartehag, Doppelkreuz), wie es in Sozialen Medien in Kombination mit einem Schlüsselwort als sog. Hashtag oft eingesetzt wird. |
| 2015 | Einkaufstourist        | Die Schweiz wolle Hochpreisinsel bleiben und trotzdem von den günstigen Preisen im Ausland profitieren. Die Aufnahmezentren für die Wirtschaftsflüchtlinge aus der Schweiz seien die Einkaufszentren von Konstanz bis Lörrach. |
| 2016 | Filterblase            | «Paradox: Je vernetzter die Welt, desto isolierter ist das Individuum in seiner Nische von Gleichgesinnten. […] Diese virtuellen Räume, auch ‹Echokammern› genannt, in denen man stets nur in seinen eigenen Vorlieben und Ansichten bestätigt wird, sind vom Web-User nicht nur selbstgewählt, sondern werden durch Algorithmen verstärkt: Social Media wie Facebook sind so programmiert, dass Gleiche zu Gleichen und Gleichgesinnte zu Gleichgesinnten kommen.» |
| 2017 | #metoo                 | «Das Wort wirkt 2017 wie kein zweites. Es zeigt an; es zieht lange Verdrängtes ins Licht, es schliesst soziale Medien und öffentlichen Diskurs kurz. So findet es innert Tagen vom Filmgeschäft in Hollywood in den Alltag hier und jetzt – auch in der Schweiz. Hier ist #metoo das Wort, das sich 2017 viral verbreitet hat.» |
| 2018 | Doppeladler            | Die Jubelgeste einiger Schweizer Fussballnationalspieler im WM-Spiel gegen Serbien führte zu Diskussionen weit über den Fussball hinaus. |
| 2019 | Klimajugend            | Von Februar bis November fanden mehrere grosse Kundgebungen zur Umsetzung des Weltklimaabkommens statt. Organisiert wurden sie von der jugendlichen Bewegung Klimastreik. |
| 2020 | systemrelevant         | 2013 war er das Unwort des Jahres, in der Corona-Pandemie polarisierte der Begriff erneut. «Einerseits hat der Bundesrat bestimmt, welche Sektoren unabdingbar sind für die Gesellschaft und für die Wirtschaft. Andererseits hat sich jeder Einzelne gefragt: Bin ich nicht auch relevant in diesem System?» |
| 2021 | Impfdurchbruch         | |
| 2022 | Strommangellage        | |
| 2023 | Monsterbank            | Mit dem Begriff «Monsterbank» bezeichnen viele Medien, aber auch politische Parteien die im März 2023 aus der Übernahme der Credit Suisse durch die UBS hervorgegangene Grossbank. |
| 2024 | Unterschriften-Bschiss | 2024 wurde bekannt, dass kommerzielle Unterschriftensammler Unterschriften und Identitäten auf Sammelbögen für Volksinitiativen gefälscht haben sollen. |

### Unwort des Jahres
Von 2003 bis 2016 wurde durch eine private Jury ein Unwort des Jahres bestimmt.

### Satz des Jahres
| Jahr | Satz des Jahres                                                                                            | Erklärung |
| ---- | --- | --- |
| 2003 | «Wählt Blocher, er hat diese Strafe verdient.»                                                             | Kolummnenkommentar im Tages-Anzeiger von Cabaretist Franz Hohler im Vorfeld der Bundesratswahlen 2003 im Bezug auf Politiker Christoph Blocher (SVP). |
| 2004 | «Switzerland – zero points.»                                                                               | Nach der Einlage von Piero Esteriore beim Eurovision Song Contest 2004. |
| 2005 | «Deutschland – wir kommen!»                                                                                | Erfolgreiche Qualifikation der Schweizer Fussballnationalmannschaft zu Weltmeisterschaft 2006 in Deutschland. |
| 2006 | «Ich kann das!»                                                                                            | Aussage von Doris Leuthard vor ihrer Wahl zur Bundesrätin. |
| 2007 | «Das Rütli ist nur eine Wiese mit Kuhdreck.»                                                               | Zitat von Ueli Maurer zur Diskussion über die Bundesfeier auf der Rütliwiese. |
| 2008 | «Wir müssen nicht nur das Zuckerbrot benutzen, sondern auch die Peitsche.»                                 | Der deutsche Finanzminister Peer Steinbrück zum Umgang mit der Schweiz als angebliches Steuerparadies. |
| 2009 | «Ich bin nicht gut integriert in der Schweiz – ich bin Schweizer!»                                         | Antwort des U-17 Fussball-Weltmeisters Granit Xhaka auf eine Reporterfrage. |
| 2010 | «Die Schweiz ist eine frustrierende Alpendemokratie.»                                                      | Protokolliert 2008 von Peter R. Coneway, US-Botschafter in Bern, in einer internen Depesche, welche 2010 von Wikileaks veröffentlicht worden ist. |
| 2011 | «Das Leben ist kein Bonihof.»                                                                              | |
| 2012 | «Vada a bordo, cazzo!»                                                                                     | (ital., sinngemäss: «Gehen Sie verdammt nochmal zurück an Bord!») Im Zusammenhang mit dem Untergang des Kreuzfahrtschiffes Costa Concordia als Sinnbild für die heutige Haltung, «die Chefs gehen, die Angestellten baden alles aus».                                                                                               |
| 2013 | «Aff!» | Reaktion des Bundespräsidenten Ueli Maurer auf einen Kameramann, der ihn im Bundeshaus bedrängte. |
| 2014 | «Es bleibt unbeständig.»                                                                                   | Häufige Aussage der Schweizer Meteorologen zur Prognose des Wetters im sehr wechselhaften und von schlechtem Wetter geprägten Sommer 2014. |
| 2015 | «Eine WM kann man nicht kaufen.»                                                                           | Ausspruch im Original von Sepp Blatter: «Einen Weltcup kann man nicht kaufen.» Die Jury habe beeindruckt, mit welchem Trotz Sepp Blatter allen Enthüllungen im Jahr 2015 widerspricht. |
| 2016 | «Vielleicht müssen wir die Granaten in Zukunft ohne Logo liefern, damit niemand weiss, woher sie stammen.» | Aussage des Aargauer SVP-Nationalrates Andreas Glarner am Vorabend des 1. August in einem Interview mit dem Aargauer Regionalsender Tele M1. Ein «IS»-Attentäter hatte bei einem Terroranschlag in der Türkei Schweizer Granaten eingesetzt, worauf in der Schweiz der Ruf nach einem Verbot von Kriegsmaterialexporten laut wurde. |

### Weitere Ausdrücke
| Jahr | Ausdruck | Erklärung |
| ---- | --- | --- |
| 2004 | Pressemitteilung des Jahres: «Gipfeli geklaut – Am Sonntag Morgen, kurz nach 07:00 Uhr, musste die Stadtpolizei St. Gallen an den Hauptbahnhof ausrücken. Ein junger Mann entwendete beim Bahnhofkiosk zwei Gipfeli, ohne diese zu bezahlen. Bei der genaueren Überprüfung der Person, konnte eine grössere Menge rezeptpflichtiger Medikamente sichergestellt werden. Der Mann wird diesbezüglich beim Untersuchungsamt St. Gallen zur Anzeige gebracht.» | |
| 2007 | Mundartwort des Jahres: Pimpen | |
| 2008 | Abkürzung des Jahres: HarmoS | Harmonisierung der obligatorischen Schule |
| 2008 | Neues Wort des Jahres: doodeln | Vom englischen Wort für «kritzeln» |
| 2009 | Jugendwort des Jahres: Sbeschtewosjehetsgitz | «S’Beschte wo’s je het’s git’s» (Das Beste, was es je gegeben hat) als Ersatz für «geil» oder «mega» |
| 2010 | Jugendwort des Jahres: hobbylos | |
| 2011 | Jugendwort des Jahres: Mopfer | |
| 2012 | Jugendwort des Jahres: shaz | für «Schatz» ‚geliebter oder liebenswerter Mensch‘ |
| 2014 | Finanzwort des Jahres: Nullzinspolitik | |
| 2015 | Finanzwort des Jahres: Frankenschock | |
| 2016 | Ausdruck / Geste des Jahres: dabbing | «Die Geste, sich einen angewinkelten Arm vor die Stirn zu halten und den anderen im selben Winkel auszustrecken, wird zunehmend auch in der Schweiz von jungen Menschen verwendet.» (Aus der Begründung der Jury) |

## Französischer Sprachraum
| Jahr | Französisches Wort des Jahres (mot romand de l’année) | Erklärung |
| ---- | ----------------------------------------------------- | --- |
| 2017 | harcèlement                                           | «Belästigung» – Das Wort schliesst verschiedene Arten von Belästigungen ein, zu denen die Öffentlichkeit bisher geschwiegen hat. 2. Platz: congé paternité; 3. Platz: influenceur / influenceuse |
| 2018 | charge mentale                                        | 2. Platz: sécheresse; 3. Platz: infox |
| 2019 | vague verte                                           | 2. Platz: féminicide; 3. Platz: flygskam |
| 2020 | coronagraben                                          | 2. Platz: gestes barrière; 3. Platz: luttes |
| 2021 | iel                                                   | 2. Platz: précarité; 3. Platz: variants |
| 2022 | boycotter                                             | 2. Platz: sobriété; 3. Platz: souffle |
| 2023 | décombres (Trümmer)                                   | 2. Platz: intelligence artificielle (Künstliche Intelligenz); 3. Platz: coûts de la santé (Gesundheitskosten)                                                                                    |
| 2024 | cessez-le-feu (Waffenstillstand)                      | 2. Platz: consentement (Einverständnis); 3. Platz: quoicoubeh |

## Italienischer Sprachraum
| Jahr | Italienisches Wort des Jahres (parola svizzera dell’anno) | Erklärung |
| ---- | --------------------------------------------------------- | --- |
| 2018 | gesto dell’aquila                                         | 2. Platz: notte tropicale; 3. Platz: criptovalute                                                                      |
| 2019 | onda verde                                                | 2. Platz: sciopero delle donne; 3. Platz: 5G                                                                           |
| 2020 | pandemia                                                  | 2. Platz: responsabilità; 3. Platz: distanza                                                                           |
| 2021 | certificato                                               | 2. Platz: urgenza; 3. Platz: exploit                                                                                   |
| 2022 | penuria                                                   | 2. Platz: invasione; 3. Platz: coraggio                                                                                |
| 2023 | GPT                                                       | 2. Platz: tunnel (Tunnel, gemeint sind die Strassen- und Eisenbahntunnel am Gotthard); 3. Platz: ecoansia (Klimaangst) |
| 2024 | non binario (Nichtbinäre Geschlechtsidentität)            | 2. Platz: allerta meteo (Wetteralarm) 3. Platz: nomofobia (No-Mobile-Phone-Phobia)                                     |

## Rätoromanischer Sprachraum
| Jahr | Rätoromanisches Wort des Jahres (pled svizzer da l’onn) | Erklärung |
| ---- | ------------------------------------------------------- | --- |
| 2004 | mesiras da spargn                                       | Rät. für «Sparmassnahmen» |
| 2005 | Porta Alpina                                            | Unterirdische Bahnstation in der Mitte des schweizerischen Gotthard-Basistunnels                                                                                        |
| 2006 | sessiun                                                 | Rät. für «Session» – war aufgrund der Durchführung der Herbstsession 2006 des Schweizer Parlaments im surselvischen Sprachgebiet (Flims) in aller Munde                 |
| 2007 | elecziuns                                               | Eveline Widmer-Schlumpf wird anstelle von Christoph Blocher in den Bundesrat gewählt                                                                                    |
| 2008 | Europeada                                               | Erstes Fussballturnier der europäischen Sprachminderheiten, findet in Graubünden statt                                                                                  |
| 2009 | vaccinaziun                                             | Rät. für «Impfung» im Zusammenhang mit der Vogelgrippe |
| 2010 | gnochergnar                                             | Rät. für «kuscheln» – In den Jahren während der Wirren um Rumantsch Grischun als Schulsprache hat man sich auf «schöne, herzige» Wörter als Wort des Jahres fokussiert. |
| 2011 | tgutglar                                                | Rät. für «herumalbern» |
| 2012 | arsuc                                                   | Rät. für «Schuhlöffel» |
| 2013 | raffader                                                | Rät. für «Abzocker», steht im Zusammenhang mit der Abzockerinitiative                                                                                                   |
| 2014 | far linlogn                                             | Rät. für «trödeln» |
| 2015 | schischuri                                              | Rät. für «Wirrwarr» |
| 2016 | barbagiat                                               | Rät. für «Muskelkater» |
| 2017 | flutget                                                 | Rät. für «Kumuluswolke, Spätzli oder Knöpfli» |
| 2018 | derschalet                                              | Rät. für «Albtraum» |
| 2019 | luf                                                     | Rät. für «Wolf» – 2. Platz: diaspora; 3. Platz: unda verda |
| 2020 | mascrina                                                | Rät. für «Maske» – 2. Platz: extraordinari; 3. Platz: positivitad |
| 2021 | respect                                                 | Rät. für «Respekt» – 2. Platz: pazienza; 3. Platz: tgira |
| 2022 | mancanza                                                | Rät. für «Mangel» – 2. Platz: status S; 3. Platz: 19 grads |
| 2023 | Solarexpress                                            | 2. Platz: igl Rutsch; 3. Platz: regulaziun proactiva (proaktive Regulierung)                                                                                            |
| 2024 | segundimorant/segundimoranta                            | Rät. für «Zweitheimische:r» – 2. Platz: vegliadissem (Altersdiskriminierung); 3. Platz: festivitads (Feierlichkeiten)                                                   |

Von 2004 bis 2018 wurde das Wort des Jahres von RadioTelevisiun Svizra Rumantscha mit Einbezug des Publikums und einer Jury erkoren. Seit 2019 wird das Wort des Jahres von der ZHAW in Zusammenarbeit mit der Lia Rumantscha gewählt.

## Deutschschweizer Gebärdensprache
Seit 2016 kürt der Schweizerische Gehörlosenbund für die Deutschschweizer Gebärdensprache eine Gebärde des Jahres. 2022 beschloss er, damit künftig eine Person des Jahres zu ehren, die sich um die Belange der Gehörlosengemeinschaft besonders verdient gemacht hat.
| Jahr | Gebärde        | Erklärung |
| ---- | -------------- | --- |
| 2016 | Donald Trump   | Setzte sich gegen «vegan», «Netflix», «Ausschaffungshaft» und «Guy Parmelin» durch. Ausschlaggebend war die einfache Gebärde, die sich auf die «trumpsche Haarpracht» bezieht.                                                                           |
| 2017 | Roger Federer  | Aufgrund seines Comebacks erlebte die Gebärde «Roger Federer» ebenfalls ein Comeback. |
| 2018 | Alain Berset   | Im Rahmen der 1.-August-Rede des Bundespräsidenten Berset auf dem Rütli, die in Gebärdensprache übersetzt wurde, wurde ihm seine Gebärde und die seiner Bundesratskollegen gezeigt. Das entsprechende Video ging unter der Gehörlosengemeinschaft viral. |
| 2019 | Greta Thunberg | Die Wahl fiel auf die Ikone im Kampf gegen den Klimawandel. |
| 2020 | Coronavirus    | Erstmals stand die Gebärde nicht für eine Person, sondern für das absolut beherrschende Thema des Jahres im Fokus. |
| 2021 | Impfung        | Die Impfdebatte hat das Jahr stark geprägt. |
| 2022 | Elisabeth II.  | Die britische Königin ist am 8. September verstorben. |

## Weitere Wörter des Jahres
| Staat / Provinz | Wort                             | Unwort                             |
| --------------- | -------------------------------- | ---------------------------------- |
| Deutschland     | Wort des Jahres (Deutschland)    | Unwort des Jahres (Deutschland)    |
| Liechtenstein   | Wort des Jahres (Liechtenstein)  | Unwort des Jahres (Liechtenstein)  |
| Österreich      | Österreichisches Wort des Jahres | Österreichisches Unwort des Jahres |
| Schweiz         | Wort des Jahres (Schweiz)        | Unwort des Jahres (Schweiz)        |
| Südtirol        | Wort des Jahres (Südtirol)       | Unwort des Jahres (Südtirol)       |